# Gottfried Trachsel
Gottfried Trachsel (Thun, 5 de octubre de 1907-Thun, 15 de junio de 1974) fue un jinete suizo que compitió en la modalidad de doma. Participó en dos Juegos Olímpicos de Verano en los años 1952 y 1956, obteniendo dos medallas, plata en Helsinki 1952 y bronce en Estocolmo 1956.

## Palmarés internacional
| Juegos Olímpicos | Juegos Olímpicos     | Juegos Olímpicos  | Juegos Olímpicos |
| Año              | Lugar                | Medalla           | Categoría        |
| ---------------- | -------------------- | ----------------- | ---------------- |
| 1952             | Helsinki (Finlandia) | Medalla de plata  | Por equipos      |
| 1956             | Estocolmo (Suecia)   | Medalla de bronce | Por equipos      |